# Tour de Pologne 2013
La 70e édition du Tour de Pologne a lieu du 27 juillet 2013 au 3 août 2013. Il s'agit de la 20e épreuve de l'UCI World Tour 2013.
La course est remportée par le Néerlandais Pieter Weening (Orica-GreenEDGE). Il devance l'Espagnol Ion Izagirre (Euskaltel Euskadi) et le Français Christophe Riblon (AG2R La Mondiale). Weening ne remporte pas d'étape et s'empare du maillot jaune à l'issue de la dernière étape, à la faveur d'une sixième place lors du contre-la-montre.
Ce Tour de Pologne est marqué par plusieurs nouveautés : un départ en Italie, où se déroulent les deux premières étapes, et un projet-pilote initié par l'Union cycliste internationale, visant à renforcer l'attractivité de la course.

## Présentation

### Parcours
Pour la première fois, le Tour de Pologne part d'un pays étranger. Les deux premières étapes sont disputées en Italie, dans le Trentin, en montagne. La course part de Rovereto et la première étape se termine à Madonna di Campiglio. La deuxième arrive au Passo Pordoi et est considérée comme l'étape-reine de ce Tour de Pologne. Après un jour de repos, la course revient en Pologne pour un parcours semblable à celui des éditions précédentes, dans le sud du pays, avec des étapes à Rzeszów, Katowice, Zakopane, Bukowina Tatrzańska, et l'arrivée à Cracovie. Cette dernière étape est toutefois l'occasion d'une autre nouveauté : elle est disputée contre la montre, sur 37 km.

### Équipes
Le Tour de Pologne fait partie du calendrier UCI World Tour. Les dix-neuf « UCI ProTeams » sont donc tenues d'y participer. Des équipes continentales professionnelles peuvent participer sur invitation. Enfin, le Tour de Pologne étant une des « épreuves jugées d’importance stratégique pour le développement du cyclisme », une équipe nationale polonaise peut également être inscrite.
Une équipe de Pologne est ainsi présente, ainsi que trois équipes continentales professionnelles invitées : CCC Polsat Polkowice, Colombia et NetApp-Endura, et une équipe de Pologne. Au total, 23 équipes participent donc au Tour de Pologne. Chacune compte six coureurs, au lieu de huit lors des éditions précédentes et lors des autres courses d'une semaine du World Tour. C'est l'un des changements introduits par l'Union cycliste internationale, visant à renforcer l'attractivité de la course.
| Nom de l'équipe         | Pays        | Code |
| ----------------------- | ----------- | ---- |
| AG2R La Mondiale        | France      | ALM  |
| Argos-Shimano           | Pays-Bas    | ARG  |
| Astana                  | Kazakhstan  | AST  |
| Belkin                  | Pays-Bas    | BEL  |
| BMC Racing              | États-Unis  | BMC  |
| Cannondale              | Italie      | CAN  |
| Euskaltel Euskadi       | Espagne     | EUS  |
| FDJ.fr                  | France      | FDJ  |
| Garmin-Sharp            | États-Unis  | GRS  |
| Katusha                 | Russie      | KAT  |
| Lampre-Merida           | Italie      | LAM  |
| Lotto-Belisol           | Belgique    | LTB  |
| Movistar                | Espagne     | MOV  |
| Omega Pharma-Quick Step | Belgique    | OPQ  |
| Orica-GreenEDGE         | Australie   | OGE  |
| RadioShack-Leopard      | Luxembourg  | RLT  |
| Saxo-Tinkoff            | Danemark    | TST  |
| Sky                     | Royaume-Uni | SKY  |
| Vacansoleil-DCM         | Pays-Bas    | VCD  |

| Nom de l'équipe             | Pays      | Code |
| --------------------------- | --------- | ---- |
| CCC Polsat Polkowice        | Pologne   | CCC  |
| Colombia                    | Colombie  | COL  |
| Équipe nationale de Pologne | Pologne   | POL  |
| NetApp-Endura               | Allemagne | TNE  |

### Favoris et principaux participants
Un peloton de 138 coureurs est au départ de la course. Il comprend notamment Vincenzo Nibali, vainqueur du Tour d'Italie au printemps, Bradley Wiggins, vainqueur du Tour de France 2012, Ivan Basso, Fabian Cancellara, Michele Scarponi, Rigoberto Urán, Thor Hushovd. Le seul ancien vainqueur présent est Johan Vansummeren, lauréat de l'édition 2007.

## Classements et récompenses
Six classements sont disputés durant ce Tour de Pologne : un classement général, un classement par points, un classements du meilleur grimpeur, un classement du coureur le plus actif, un classement de l'attractivité et un classement par équipes.
Le classement par points est établi grâce aux points attribués aux arrivées de chaque étape : les premiers coureurs classés obtiennent des points, de 20 points pour le vainqueur à un point pour le vingtième de l'étape. Durant la course, le coureur occupant la première place du classement par points revêt un maillot rouge et blanc. En cas d'égalité au nombre de points, les coureurs sont départagés par le nombre d'étapes remportées, puis par leur place au classement général.
Le classement de meilleur grimpeur est établi grâce aux points attribués lors des ascensions répertoriées. Celles-ci sont classées dans trois catégories, les côtes de première catégorie attribuant le plus grand nombre de points. Durant la course, le coureur occupant la première place du classement de la montagne revêt un maillot rose. En cas d'égalité au nombre de points, les coureurs sont départagés par le nombre d'étapes de premières places à des côtes de première catégorie, puis le nombre de premières places à des côtes de toutes catégories, enfin par leur place au classement général.
Le classement du coureur le plus actif est établi grâce aux points attribués aux sprints intermédiaires de chaque étape : les trois premiers coureurs classés à ces sprints obtiennent trois, deux et un points. Durant la course, le coureur occupant la première place du classement par points revêt un maillot rouge. En cas d'égalité au nombre de points, les coureurs sont départagés par le nombre d'étapes remportées, puis par leur place au classement général.
La classement par équipes est établi à chaque étape grâce à la somme des temps des trois meilleurs coureurs de chaque équipe.
Le classement de l'attractivité est un « projet pilote » introduit à l'initiative de l'Union cycliste internationale. Selon cette dernière, il vise « à renforcer l’enthousiasme et l’attractivité de la course au jour le jour »,. Un classement de l'attractivité est réalisé à chaque étape, sur la base des points obtenus par les coureurs aux sprints intermédiaires et aux prix de la montagne. Les trois coureurs en tête du classement de l'attractivité de l'étape obtiennent des bonifications de 30, 20 et 10 secondes au classement général.

## Étapes
| Étape     | Date       | Villes étapes                                    |  | Distance (km) | Vainqueur d’étape | Leader du classement général |
| --------- | ---------- | ------------------------------------------------ |  | ------------- | ----------------- | ---------------------------- |
| 1re étape | 27 juillet | Rovereto (ITA) - Madonna di Campiglio (ITA)      |  | 184,5         | Diego Ulissi      | Diego Ulissi                 |
| 2e étape  | 28 juillet | Marilleva Val di Sole (ITA) - Passo Pordoi (ITA) |  | 195,5         | Christophe Riblon | Rafał Majka                  |
| 3e étape  | 30 juillet | Cracovie - Rzeszów                               |  | 226           | Thor Hushovd      | Rafał Majka                  |
| 4e étape  | 31 juillet | Tarnów - Katowice                                |  | 231,5         | Taylor Phinney    | Rafał Majka                  |
| 5e étape  | 1er août   | Nowy Targ - Zakopane                             |  | 160,5         | Thor Hushovd      | Ion Izagirre                 |
| 6e étape  | 2 août     | Terma Bukovina - Bukowina Tatrzańska             |  | 192           | Darwin Atapuma    | Christophe Riblon            |
| 7e étape  | 3 août     | Wieliczka - Cracovie                             |  | 37            | Bradley Wiggins   | Pieter Weening               |

## Déroulement de la course

### 1reétape
Presque immédiatement après le départ, six coureurs forment l'échappée du jour. Le groupe est composé de Valerio Agnoli (Astana), Bartosz Huzarski (Net App-Endura), Bartłomiej Matysiak (CCC Polsat Polkowice), Serge Pauwels (Omega Pharma-Quick Step), Cédric Pineau (FDJ.fr) et Marco Pinotti (BMC). L'avance de ces coureurs atteint un maximum de neuf minutes. Les deux premières ascensions répertoriées scindent leur groupe : Agnoli et Matysiak sont lâchés durant la première et Pineau et Pinotti sur la route du Passo del Durone. Pauwels et Huzarski conservent une avance de près de deux minutes lorsqu'ils abordent l'ascension finale, qui mène à Madonna di Campiglio. Pauwels distance Huzarski dans les premières rampes, avant que le peloton ne les rattrape. L'équipe Cannondale mène celui-ci, animé ensuite par des contre-attaques.
Tomasz Marczyński et Rafael Valls, de l'équipe Vacansoleil-DCM, s'échappent et sont rejoints par Alex Howes (Garmin-Sharp). Ils sont rapidement repris. Pieter Weening (Orica-GreenEDGE) attaque ensuite seul. Il acquiert une avance de plus d'une demi-minute sur un groupe de coureurs considérablement amaigri, dont Vincenzo Nibali et Bradley Wiggins ne font plus partie. Eros Capecchi (Movistar) et Chris Anker Sørensen (Saxo-Tinkoff) reviennent sur Weening, après avoir lâché Robert Kišerlovski (RadioShack-Leopard) en cours de route. Les poursuivants rattrapent ce trio. Weening, qui attaque à nouveau seul, est repris à 300 mètres de l'arrivée. Les quinze coureurs présents se disputent la victoire au sprint. Diego Ulissi (Lampre-Merida) s'impose devant Darwin Atapuma (Colombia) et Rafał Majka (Saxo-Tinkoff).
Diego Ulissi est donc le premier porteur du maillot jaune durant ce Tour de Pologne. Grâce aux bonifications, il devance Darwin Atapuma de quatre secondes, Rafał Majka de six secondes et les suivants de dix secondes. Il est également premier au classement par points. Bartosz Huzarski est leader des classements de la montagne et des sprints et RadioShack-Leopard mène le classement par équipes,.
|    | Coureur            | Équipe             |    | Temps           |
| -- | ------------------ | ------------------ | -- | --------------- |
| 1  | Diego Ulissi       | Lampre-Merida      | en | 4 h 59 min 32 s |
| 2  | Darwin Atapuma     | Colombia           | +  | m.t             |
| 3  | Rafał Majka        | Saxo-Tinkoff       |    | m.t             |
| 4  | Eros Capecchi      | Movistar           |    | m.t             |
| 5  | Ivan Basso         | Cannondale         |    | m.t             |
| 6  | Domenico Pozzovivo | AG2R La Mondiale   |    | m.t             |
| 7  | Ion Izagirre       | Euskaltel Euskadi  |    | m.t             |
| 8  | Alex Howes         | Garmin-Sharp       |    | m.t             |
| 9  | Ben Hermans        | RadioShack-Leopard |    | m.t             |
| 10 | Pieter Weening     | Orica-GreenEDGE    |    | m.t             |

|    | Coureur            | Équipe             |    | Temps           |
| -- | ------------------ | ------------------ | -- | --------------- |
| 1  | Diego Ulissi       | Lampre-Merida      | en | 4 h 59 min 32 s |
| 2  | Darwin Atapuma     | Colombia           | +  | 4 s             |
| 3  | Rafał Majka        | Saxo-Tinkoff       |    | 6 s             |
| 4  | Eros Capecchi      | Movistar           |    | 10 s            |
| 5  | Ivan Basso         | Cannondale         |    | 10 s            |
| 6  | Domenico Pozzovivo | AG2R La Mondiale   |    | 10 s            |
| 7  | Ion Izagirre       | Euskaltel Euskadi  |    | 10 s            |
| 8  | Alex Howes         | Garmin-Sharp       |    | 10 s            |
| 9  | Ben Hermans        | RadioShack-Leopard |    | 10 s            |
| 10 | Pieter Weening     | Orica-GreenEDGE    |    | 10 s            |

### 2eétape
Durant les premiers kilomètres de l'étape, un groupe comprenant jusqu'à seize coureurs parvient à former l'échappée du jour. Son avance culmine à plus de cinq minutes, sur un peloton emmené par les coureurs des équipes Lampre-Merida et Colombia. Bartosz Huzarski (NetApp-Endura) conforte sa première place au classement des sprints en remportant deux sprints intermédiaires et en se classant deuxième du troisième. Le groupe se scinde lors de l'ascension vers le Passo di Pampeago. Après une attaque de Vincenzo Nibali (Astana), il ne comprend plus que six coureurs : Tomasz Marczyński (Vacansoleil-DCM), Maciej Paterski (Cannondale), Christophe Riblon (Ag2r-La Mondiale), Zdeněk Štybar (Omega Pharma-Quick Step), Thomas Rohregger (RadioShack-Leopard) et Georg Preidler (Argos-Shimano). Nibali est lâché et arrive près de 24 minutes après le vainqueur de l'étape,.
Diego Ulissi est en difficulté dans la deuxième ascension du jour et est rapidement lâché lorsque l'équipe Movistar impose l'allure dans l'ascension du Passo Pordoi. À l'avant, Marczyński et Paterski attaquent les premiers dans l'ascension finale, mais Rohregger et Riblon les rattrapent. Riblon attaque ensuite seul à huit kilomètres de l'arrivée. Prenant rapidement de l'avance, Riblon reste en tête jusqu'au sommet. Il remporte sa deuxième « étape-reine » en deux semaines, après celle du Tour de France à l'Alpe d'Huez. Rohregger arrive deuxième, un peu plus d'une minute plus tard, suivi de Preidler. Sergio Henao (Sky) et Rafał Majka (Saxo-Tinkoff) mène le principal groupe de poursuivants et passent la ligne avec une minute et 35 secondes de retard,.
Majka prend la première place du classement général, avec quatre secondes d'avance sur Henao, et revêt ainsi le maillot jaune au moment où la course s'apprête à revenir en Pologne,.
|    | Coureur              | Équipe             |    | Temps           |
| -- | -------------------- | ------------------ | -- | --------------- |
| 1  | Christophe Riblon    | AG2R La Mondiale   | en | 6 h 03 min 40 s |
| 2  | Thomas Rohregger     | RadioShack-Leopard | +  | 1 min 02 s      |
| 3  | Georg Preidler       | Argos-Shimano      |    | 1 min 18 s      |
| 4  | Sergio Henao         | Sky                |    | 1 min 35 s      |
| 5  | Rafał Majka          | Saxo-Tinkoff       |    | 1 min 35 s      |
| 6  | Pieter Weening       | Orica-GreenEDGE    |    | 1 min 38 s      |
| 7  | Chris Anker Sørensen | Saxo-Tinkoff       |    | 1 min 40 s      |
| 8  | Ion Izagirre         | Euskaltel Euskadi  |    | 1 min 40 s      |
| 9  | Domenico Pozzovivo   | AG2R La Mondiale   |    | 1 min 44 s      |
| 10 | Eros Capecchi        | Movistar           |    | 1 min 44 s      |

|    | Coureur              | Équipe             |    | Temps            |
| -- | -------------------- | ------------------ | -- | ---------------- |
| 1  | Rafał Majka          | Saxo-Tinkoff       | en | 11 h 04 min 43 s |
| 2  | Sergio Henao         | Sky                | +  | 4 s              |
| 3  | Christophe Riblon    | AG2R La Mondiale   |    | 6 s              |
| 4  | Pieter Weening       | Orica-GreenEDGE    |    | 7 s              |
| 5  | Ion Izagirre         | Euskaltel Euskadi  |    | 9 s              |
| 6  | Chris Anker Sørensen | Saxo-Tinkoff       |    | 9 s              |
| 7  | Eros Capecchi        | Movistar           |    | 13 s             |
| 8  | Domenico Pozzovivo   | AG2R La Mondiale   |    | 13 s             |
| 9  | Robert Kišerlovski   | RadioShack-Leopard |    | 16 s             |
| 10 | Thomas Rohregger     | RadioShack-Leopard |    | 18 s             |

### 3eétape
Après plusieurs chutes causées par la pluie durant les premiers kilomètres, un groupe de quatre coureurs s'échappe. Il est composé d'Alexsandr Dyachenko (Astana), Ricardo Mestre (Euskaltel-Euskadi), Mirko Selvaggi (Vacansoleil-DCM) et Bartłomiej Matysiak (CCC Polsat Polkowice). Leur avance s'élève au-delà des dix minutes, avant que les équipes des sprinteurs n'élèvent la vitesse du peloton. L'écart n'est plus que d'une minute et demi lorsque le groupe de tête entre dans le circuit final à Rzeszów . Matysiak a pris le plus grand nombre de points lors des deux sprint intermédiaire et à la côte de troisième catégorie à Lubenia.
Malgré la vitesse imposée par l'équipe BMC en tête du peloton, les coureurs en tête parviennent à résister, Selvaggi menant le groupe dans les rues de Rzeszów. À l'entrée du circuit final, Dyachenko attaque ses compagnons, alors que le peloton compte moins d'une demi-minute de retard. La jonction intervient à environ 1,5 km de l'arrivée. L'équipe Belkin emmène le peloton dans le dernier kilomètre, pour Mark Renshaw. Taylor Phinney perturbe cependant leur progression pour emmener Thor Hushovd. Renshaw est par conséquent contraint de lancer son sprint le premier. Hushovd passe la ligne le premier et obtient ainsi sa première victoire dans une course du World Tour depuis le Tour de France 2011. Renshaw est deuxième, devant Steele Von Hoff (Garmin-Sharp). Rafał Majka garde la première place du classement général,.
|    | Coureur            | Équipe                  |    | Temps           |
| -- | ------------------ | ----------------------- | -- | --------------- |
| 1  | Thor Hushovd       | BMC Racing              | en | 5 h 10 min 02 s |
| 2  | Mark Renshaw       | Belkin                  | +  | m.t             |
| 3  | Steele Von Hoff    | Garmin-Sharp            |    | m.t             |
| 4  | Grega Bole         | Vacansoleil-DCM         |    | m.t             |
| 5  | Tosh Van der Sande | Lotto-Belisol           |    | m.t             |
| 6  | Leigh Howard       | Orica-GreenEDGE         |    | m.t             |
| 7  | Michał Gołaś       | Omega Pharma-Quick Step |    | m.t             |
| 8  | Yauheni Hutarovich | AG2R La Mondiale        |    | m.t             |
| 9  | Ben Swift          | Sky                     |    | m.t             |
| 10 | Luka Mezgec        | Argos-Shimano           |    | m.t             |

|    | Coureur              | Équipe             |    | Temps            |
| -- | -------------------- | ------------------ | -- | ---------------- |
| 1  | Rafał Majka          | Saxo-Tinkoff       | en | 16 h 14 min 45 s |
| 2  | Sergio Henao         | Sky                | +  | 4 s              |
| 3  | Christophe Riblon    | AG2R La Mondiale   |    | 6 s              |
| 4  | Pieter Weening       | Orica-GreenEDGE    |    | 7 s              |
| 5  | Ion Izagirre         | Euskaltel Euskadi  |    | 9 s              |
| 6  | Chris Anker Sørensen | Saxo-Tinkoff       |    | 9 s              |
| 7  | Domenico Pozzovivo   | AG2R La Mondiale   |    | 13 s             |
| 8  | Eros Capecchi        | Movistar           |    | 13 s             |
| 9  | Robert Kišerlovski   | RadioShack-Leopard |    | 16 s             |
| 10 | Thomas Rohregger     | RadioShack-Leopard |    | 18 s             |

### 4eétape

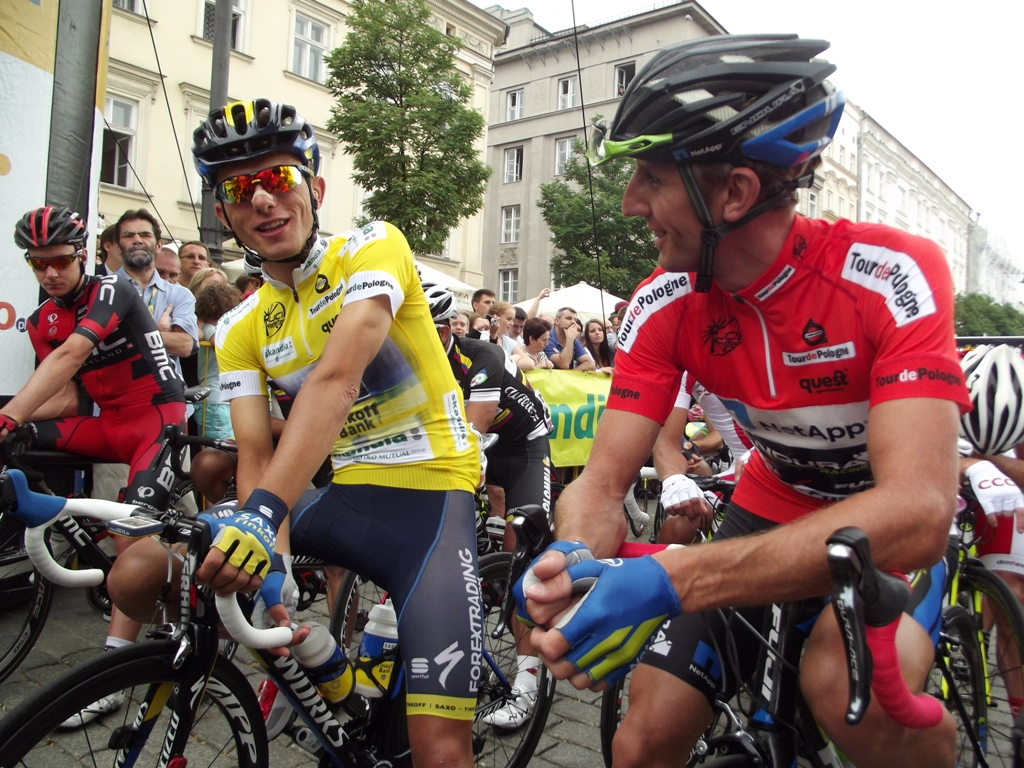
Rafał Majka et Bartosz Huzarski au départ de l'étape

Huit coureurs forment la première échappée du jour. Bien qu'aucun d'entre eux ne menace la première place Rafał Majka au classement général, le peloton ne les laisse pas prendre une avance conséquente. Celle-ci ne dépasse pas les cinq minutes. L'écart est réduit à 90 secondes lorsque le groupe de tête atteint Katowice. Jacek Morajko (CCC Polsat Polkowice) obtient le plus grand nombre de points aux sprints intermédiaires, avec deux premières places et une deuxième place.
Alors que le peloton rattrape peu à peu le groupe de tête, Kamil Gradek (équipe de Pologne) s'en extrait seul à deux tours de l'arrivée. Il obtient une avance de 45 secondes dans l'avant-dernier tour de circuit. Il est cependant repris par le peloton peu après l'entrée dans le dernier tour. Après une vaine attaque par Valerio Agnoli (Astana), Taylor Phinney (BMC) s'échappe à 7,5 km de l'arrivée. Il acquiert 15 secondes d'avance. Résistant au retour du peloton, il passe la ligne d'arrivée le premier, avec quelques mètres d'avance. C'est sa première victoire hors contre-la-montre depuis son passage chez les professionnels en 2011,,.
Steele Von Hoff (Garmin-Sharp) arrive deuxième et prend la première place du classement par points. Yauheni Hutarovitch complète le podium de l'étape.
|    | Coureur                     | Équipe               |    | Temps           |
| -- | --------------------------- | -------------------- | -- | --------------- |
| 1  | Taylor Phinney              | BMC Racing           | en | 5 h 40 min 17 s |
| 2  | Steele Von Hoff             | Garmin-Sharp         | +  | m.t             |
| 3  | Yauheni Hutarovich          | AG2R La Mondiale     |    | m.t             |
| 4  | Aidis Kruopis               | Orica-GreenEDGE      |    | m.t             |
| 5  | Reinardt Janse van Rensburg | Argos-Shimano        |    | m.t             |
| 6  | Thor Hushovd                | BMC Racing           |    | m.t             |
| 7  | Luka Mezgec                 | Argos Shimano        |    | m.t             |
| 8  | Bartłomiej Matysiak         | CCC Polsat Polkowice |    | m.t             |
| 9  | Daniele Ratto               | Cannondale           |    | m.t             |
| 10 | Daniel Schorn               | NetApp-Endura        |    | m.t             |

|    | Coureur              | Équipe             |    | Temps            |
| -- | -------------------- | ------------------ | -- | ---------------- |
| 1  | Rafał Majka          | Saxo-Tinkoff       | en | 21 h 55 min 02 s |
| 2  | Sergio Henao         | Sky                | +  | 4 s              |
| 3  | Christophe Riblon    | AG2R La Mondiale   |    | 6 s              |
| 4  | Pieter Weening       | Orica-GreenEDGE    |    | 7 s              |
| 5  | Ion Izagirre         | Euskaltel Euskadi  |    | 9 s              |
| 6  | Chris Anker Sørensen | Saxo-Tinkoff       |    | 9 s              |
| 7  | Domenico Pozzovivo   | AG2R La Mondiale   |    | 13 s             |
| 8  | Eros Capecchi        | Movistar           |    | 13 s             |
| 9  | Robert Kišerlovski   | RadioShack-Leopard |    | 16 s             |
| 10 | Thomas Rohregger     | RadioShack-Leopard |    | 18 s             |

### 5eétape
Plusieurs attaques vaines se succèdent durant les premiers kilomètres, avant qu'un groupe de huit coureurs ne parvienne à creuser un écart avec le peloton. Darwin Atapuma, de l'équipe Colombia, en fait partie. Deuxième de la première étape, il compte cinq minutes de retard sur le premier du classement général, Rafał Majka. Par conséquent, les coéquipiers de ce dernier veillent à limiter le retard du peloton sur les échappés. Atapuma finit par se laisser distance par le groupe de tête pour rentrer dans le peloton. L'écart atteint les cinq minutes. Tomasz Marczyński (Vacansoleil-DCM) est premier lors de trois des difficultés classées. Les sept coureurs en tête entrent dans le circuit final avec environ une minute d'avance sur le peloton, emmené par les équipes NetApp-Endura et Colombia. Le groupe se défait peu avant la dernière ascension de Głodówka, Nikolay Mihaylov (CCC Polsat Polkowice) étant le dernier coureur rattrapé à environ 20 km de l'arrivée.
Dans la descente, six coureurs sortent du peloton, dont Atapuma, Christophe Riblon (Ag2r-La Mondiale) et Robert Kišerlovski (RadioShack-Leopard). Ils creusent un écart de 20 secondes, puis sont rattrapés à 5 km de l'arrivée. Jon Izagirre (Euskaltel-Euskadi) est en tête au Droga do Olczy, avant un long aux plat menant à l'arrivée. Rigoberto Urán (Sky) tente de mener son coéquipier Sergio Henao à la victoire, mais celui-ci est suivi par Thor Hushovd (BMC). Celui-ci lance son sprint et remporte l'étape, devant Matthieu Ladagnous (FDJ.fr) et Daniele Ratto (Cannondale). C'est la troisième victoire consécutive d'un coureur de BMC durant ce Tour de Pologne,.
Izagirre, ayant obtenu dix secondes de bonification, prend la première place du classement général avec une seconde d'avance sur Majka. Hushovd revêt le maillot blanc du classement par points et Marczyński est le nouveau leader du classement de la montagne.
|    | Coureur                     | Équipe           |    | Temps           |
| -- | --------------------------- | ---------------- | -- | --------------- |
| 1  | Thor Hushovd                | BMC Racing       | en | 3 h 54 min 40 s |
| 2  | Matthieu Ladagnous          | FDJ.fr           | +  | m.t             |
| 3  | Daniele Ratto               | Cannondale       |    | m.t             |
| 4  | Luka Mezgec                 | Argos-Shimano    |    | m.t             |
| 5  | David Tanner                | Belkin           |    | m.t             |
| 6  | Sergio Henao                | Sky              |    | m.t             |
| 7  | Diego Ulissi                | Lampre-Merida    |    | m.t             |
| 8  | Christophe Riblon           | AG2R La Mondiale |    | m.t             |
| 9  | Reinardt Janse van Rensburg | Argos-Shimano    |    | m.t             |
| 10 | Georg Preidler              | Argos-Shimano    |    | m.t             |

|    | Coureur              | Équipe             |    | Temps            |
| -- | -------------------- | ------------------ | -- | ---------------- |
| 1  | Ion Izagirre         | Euskaltel Euskadi  | en | 25 h 49 min 41 s |
| 2  | Rafał Majka          | Saxo-Tinkoff       | +  | 1 s              |
| 3  | Sergio Henao         | Sky                |    | 5 s              |
| 4  | Christophe Riblon    | AG2R La Mondiale   |    | 7 s              |
| 5  | Pieter Weening       | Orica-GreenEDGE    |    | 8 s              |
| 6  | Chris Anker Sørensen | Saxo-Tinkoff       |    | 10 s             |
| 7  | Domenico Pozzovivo   | AG2R La Mondiale   |    | 14 s             |
| 8  | Eros Capecchi        | Movistar           |    | 14 s             |
| 9  | Robert Kišerlovski   | RadioShack-Leopard |    | 17 s             |
| 10 | Thomas Rohregger     | RadioShack-Leopard |    | 19 s             |

### 6eétape
Comme lors des précédentes éditions du Tour de Pologne, l'avant dernière étape emprunte un circuit autour de Bukowina Tatrzańska. Le parcours mesure 192 km, soit cinq tours du circuit de 38,4 km. Chaque tour comprend deux difficultés de première catégorie.
Un groupe de 32 coureurs (soit environ un quart du peloton) s'échappe pendant le premier tour. Darwin Atapuma (Colombia) s'en extrait en compagnie de Bartosz Huzarski (NetApp-Endura), Nikolay Mihaylov (CCC Polsat Polkowice) et Bert-Jan Lindeman (Vacansoleil-DCM). Ils acquièrent une avance de trois minutes, mais sont rattrapés à la moitié de l'étape, durant le troisième tour. Déjà à l'attaque la veille, Atapuma parvient à s'immiscer dans la deuxième échappée importante du jour, un groupe de neuf, réduit ensuite à sept coureurs, qui attaquent et se regroupent sans cesse durant l'essentiel des troisième et quatrième tours et la première moitié du dernier tour.
Atapuma attaque dans l'ascension finale à Gliczarów Górny, s'adjugeant les 20 points comptant pour le classement de la montagne. Il est suivi de près par Sergey Chernetskiy (Katusha), qui le rattrape dans la descente. Il parvient à s'échapper seul à nouveau, puis est rattrapé par Christophe Riblon, sorti du peloton. À deux, ils parviennent à se maintenir en tête jusqu'à l'arrivée. Atapuma passe la ligne d'arrivée le premier, offrant à l'équipe Colombia sa première victoire de l'année. Riblon passe la ligne d'arrivée avec 20 secondes d'avance sur le maillot jaune Izagirre, et obtient 6 secondes de bonification. Il s'empare par conséquent de la première place du classement général, avec 19 secondes d'avance. Il prend également la tête du classement par points,.
|    | Coureur           | Équipe            |    | Temps           |
| -- | ----------------- | ----------------- | -- | --------------- |
| 1  | Darwin Atapuma    | Colombia          | en | 5 h 19 min 36 s |
| 2  | Christophe Riblon | AG2R La Mondiale  | +  | 2 s             |
| 3  | Leopold König     | NetApp-Endura     |    | 22 s            |
| 4  | Diego Ulissi      | Lampre-Merida     |    | 22 s            |
| 5  | Rafał Majka       | Saxo-Tinkoff      |    | 22 s            |
| 6  | Pieter Weening    | Orica-GreenEDGE   |    | 22 s            |
| 7  | Ion Izagirre      | Euskaltel Euskadi |    | 22 s            |
| 8  | Sergio Henao      | Sky               |    | 22 s            |
| 9  | Ivan Santaromita  | BMC Racing        |    | 22 s            |
| 10 | José Serpa        | Lampre-Merida     |    | 22 s            |

|    | Coureur              | Équipe             |    | Temps            |
| -- | -------------------- | ------------------ | -- | ---------------- |
| 1  | Christophe Riblon    | AG2R La Mondiale   | en | 31 h 09 min 20 s |
| 2  | Ion Izagirre         | Euskaltel Euskadi  | +  | 19 s             |
| 3  | Rafał Majka          | Saxo-Tinkoff       |    | 20 s             |
| 4  | Sergio Henao         | Sky                |    | 24 s             |
| 5  | Pieter Weening       | Orica-GreenEDGE    |    | 27 s             |
| 6  | Domenico Pozzovivo   | AG2R La Mondiale   |    | 33 s             |
| 7  | Eros Capecchi        | Movistar           |    | 33 s             |
| 8  | Robert Kišerlovski   | RadioShack-Leopard |    | 36 s             |
| 9  | Ivan Basso           | Cannondale         |    | 40 s             |
| 10 | Chris Anker Sørensen | Saxo-Tinkoff       |    | 41 s             |

### 7eétape

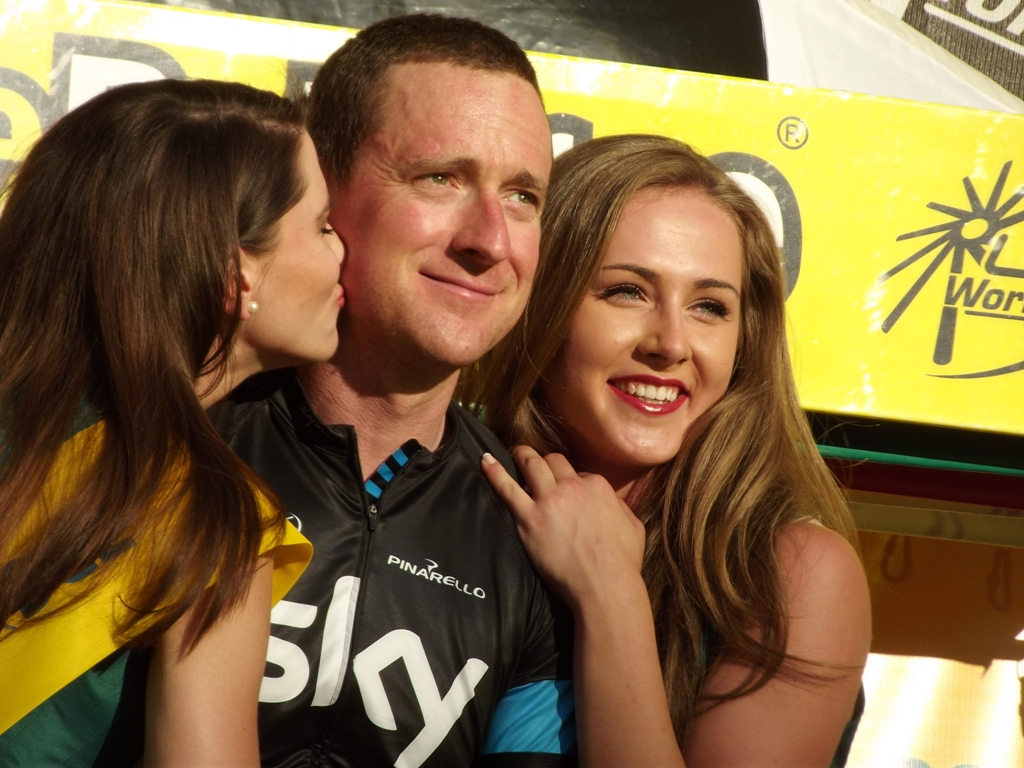
Bradley Wiggins sur le podium

Comme c'est la règle en contre-la-montre, les coureurs partent dans l'ordre inverse du classement général. Le Chinois Ji Cheng, de l'équipe Argos-Shimano, occupant la 113e place, est donc le premier à s'élancer. Il n'est cependant pas le premier à passer la ligne d'arrivée à Cracovie. Bien que parti 7 minutes après Ji, Taylor Phinney (BMC) dépasse les six coureurs partis avant lui et parcourt la distance en 47 minutes et 50 secondes.
Le temps de Phinney reste le meilleur pendant une heure et demie n'est battu que par deux coureurs. Fabian Cancellara (RadioShack-Leopard) le devance de 18 secondes, avant que tous deux ne soient battus par Bradley Wiggins (Sky), de retour en compétition après son abandon au Tour d'Italie au printemps. Il devance Cancellara au point intermédiaire et établit un temps de 46 minutes 36 secondes, soit 56 secondes de mieux que Cancellara. Celui-ci se dit déçu de ce résultat. Wiggins qui se prépare pour le championnat du monde du contre-la-montre, obtient là sa première victoire de l'année. Avec Cancellara et Phinney, seul Marco Pinotti (BMC) parvient à réaliser un temps supérieur de moins de 90 secondes à celui de Wiggins, qui gagne l'étape.
Pour les derniers coureurs partants, l'enjeu est le classement général. Eros Capecchi (Movistar) rattrape Robert Kišerlovski (RadioShack-Leopard), parti deux minutes avant lui, et parvient ainsi à prendre la sixième place du classement général devant Domenico Pozzovivo. Pieter Weening (Orica) est cinquième au point intermédiaire et finit sixième de l'étape, à une minute 44 secondes de Wiggins. Il réalise le temps à battre pour les quatre coureurs partis après lui, tous en retard au point intermédiaire : Henao et Riblon de 18 secondes, Majka de 24 secondes et Izagirre de 45 secondes. Henao perd davantage de temps dans la dernière partie de la course et finit à après d'une minute de Weening. Majka perd neuf secondes dans la deuxième partie tandis qu'Izagirre y est meilleur. Il accuse toutefois un retard de 21 secondes sur Weening à l'arrivée, et de 13 secondes au classement général. Riblon concède 43 secondes à Weening sur ce contre-la-montre.
Weening gagne ainsi quatre places au classement général et remporte ce Tour de Pologne. C'est la première victoire dans une course à étapes de cette importance. Izagirre passe également devant Riblon, désormais troisième, pour trois secondes. Riblon perd également le classement par points : le maillot blanc est remporté par Majka,.
|    | Coureur            | Équipe                  |    | Temps       |
| -- | ------------------ | ----------------------- | -- | ----------- |
| 1  | Bradley Wiggins    | Sky                     | en | 46 min 36 s |
| 2  | Fabian Cancellara  | RadioShack-Leopard      | +  | 56 s        |
| 3  | Taylor Phinney     | BMC Racing              |    | 1 min 14 s  |
| 4  | Marco Pinotti      | BMC Racing              |    | 1 min 20 s  |
| 5  | Kristof Vandewalle | Omega Pharma-Quick Step |    | 1 min 40 s  |
| 6  | Pieter Weening     | Orica-GreenEDGE         |    | 1 min 44 s  |
| 7  | Ion Izagirre       | Euskaltel Euskadi       |    | 2 min 05 s  |
| 8  | Dominik Nerz       | BMC Racing              |    | 2 min 13 s  |
| 9  | Sergey Chernetskiy | Katusha                 |    | 2 min 15 s  |
| 10 | Rafał Majka        | Saxo-Tinkoff            |    | 2 min 17 s  |

|    | Coureur              | Équipe            |    | Temps            |
| -- | -------------------- | ----------------- | -- | ---------------- |
| 1  | Pieter Weening       | Orica-GreenEDGE   | en | 31 h 58 min 07 s |
| 2  | Ion Izagirre         | Euskaltel Euskadi | +  | 13 s             |
| 3  | Christophe Riblon    | AG2R La Mondiale  |    | 16 s             |
| 4  | Rafał Majka          | Saxo-Tinkoff      |    | 26 s             |
| 5  | Sergio Henao         | Sky               |    | 51 s             |
| 6  | Eros Capecchi        | Movistar          |    | 51 s             |
| 7  | Domenico Pozzovivo   | AG2R La Mondiale  |    | 1 min 14 s       |
| 8  | Ivan Basso           | Cannondale        |    | 1 min 38 s       |
| 9  | Tanel Kangert        | Astana            |    | 2 min 35 s       |
| 10 | Chris Anker Sørensen | Saxo-Tinkoff      |    | 2 min 50 s       |

#### Classement par points

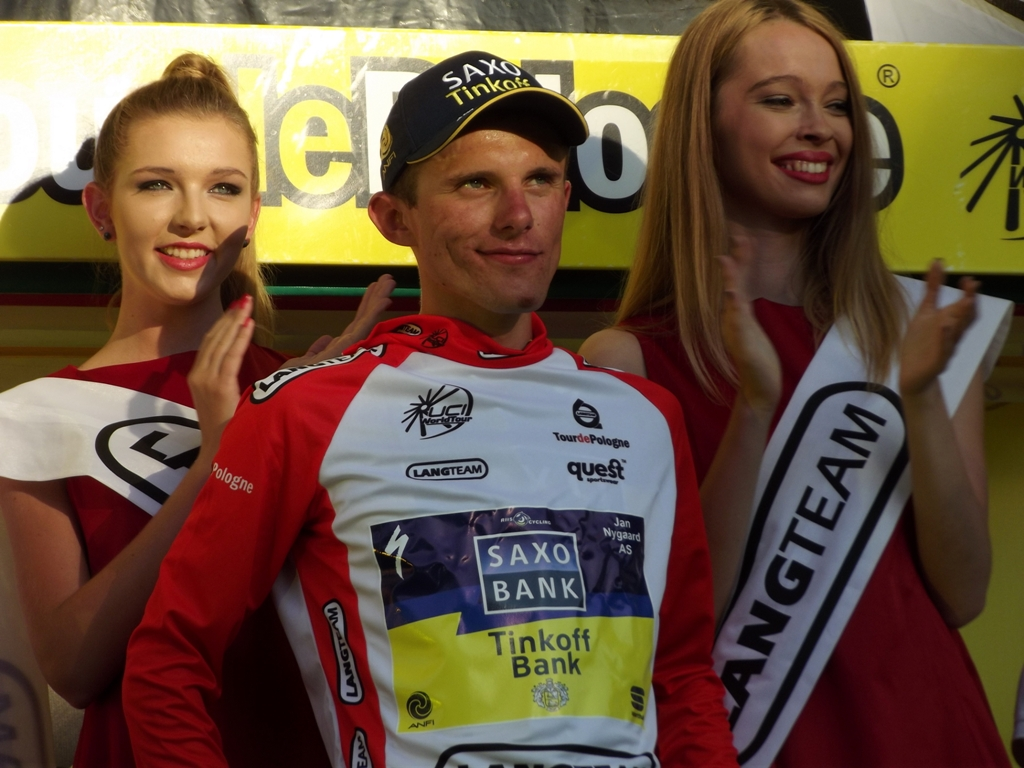
Rafał Majka sur le podium

#### Classement par équipes

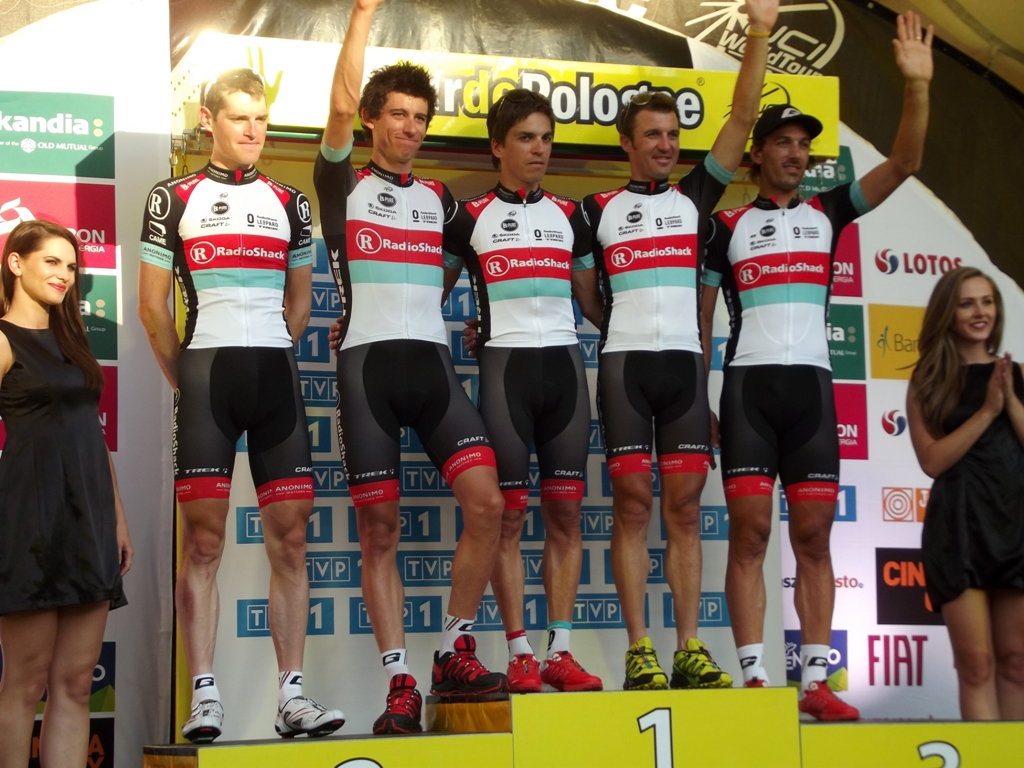
L'équipe RadioShack-Leopard sur le podium

## Classements finals

### Classement général

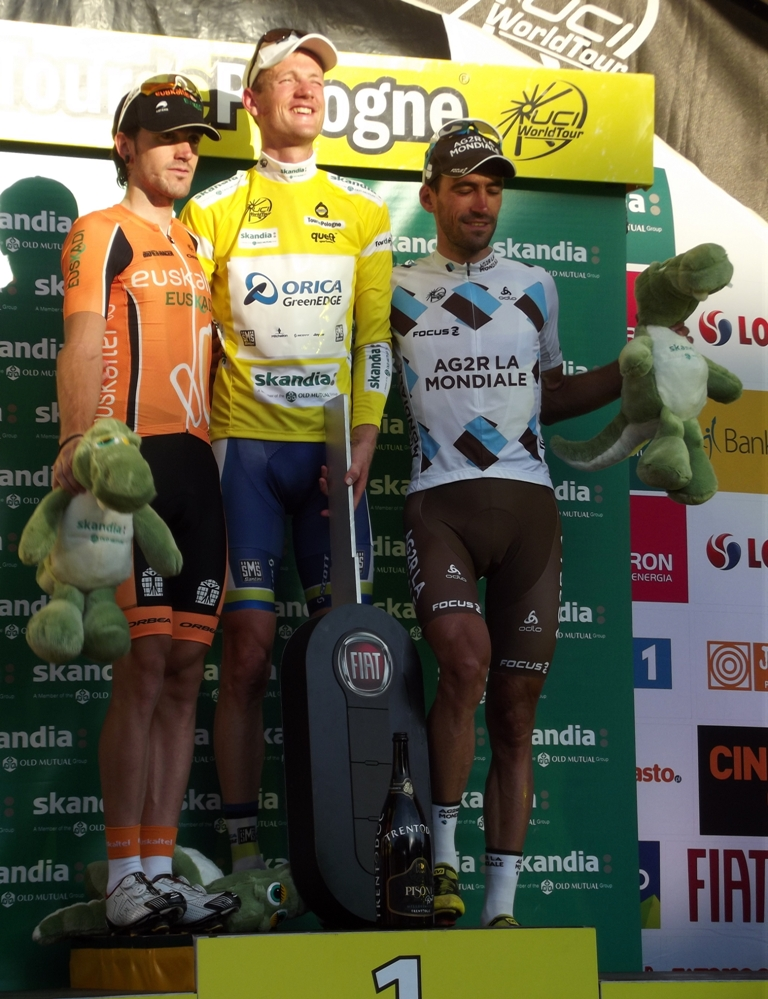
Ion Izagirre, Pieter Weening et Christophe Riblon sur le podium

|    | Cycliste             | Pays     | Équipe            |    | Temps           |
| -- | -------------------- | -------- | ----------------- | -- | --------------- |
| 1  | Pieter Weening       | Pays-Bas | Orica-GreenEDGE   | en | 31 h 58 min 7 s |
| 2  | Ion Izagirre         | Espagne  | Euskaltel Euskadi | +  | 13 s            |
| 3  | Christophe Riblon    | France   | AG2R La Mondiale  |    | 16 s            |
| 4  | Rafał Majka          | Pologne  | Saxo-Tinkoff      |    | 26 s            |
| 5  | Sergio Henao         | Colombie | Sky               |    | 51 s            |
| 6  | Eros Capecchi        | Italie   | Movistar          |    | 51 s            |
| 7  | Domenico Pozzovivo   | Italie   | AG2R La Mondiale  |    | 1 min 14 s      |
| 8  | Ivan Basso           | Italie   | Cannondale        |    | 1 min 38 s      |
| 9  | Tanel Kangert        | Estonie  | Astana            |    | 2 min 35 s      |
| 10 | Chris Anker Sørensen | Danemark | Saxo-Tinkoff      |    | 2 min 50 s      |

### Classements annexes
|   | Cycliste          | Équipe            | Points |
| - | ----------------- | ----------------- | ------ |
| 1 | Rafał Majka       | Saxo-Tinkoff      | 68     |
| 2 | Ion Izagirre      | Euskaltel Euskadi | 66     |
| 3 | Christophe Riblon | AG2R La Mondiale  | 65     |

|   | Cycliste            | Équipe               | Points |
| - | ------------------- | -------------------- | ------ |
| 1 | Bartosz Huzarski    | NetApp-Endura        | 13     |
| 2 | Ángel Madrazo       | Movistar             | 7      |
| 3 | Bartłomiej Matysiak | CCC Polsat Polkowice | 6      |

|   | Cycliste          | Équipe          | Points |
| - | ----------------- | --------------- | ------ |
| 1 | Tomasz Marczyński | Vacansoleil-DCM | 86     |
| 2 | Darwin Atapuma    | Colombia        | 64     |
| 3 | Bartosz Huzarski  | NetApp-Endura   | 58     |

|   | Équipe             | Pays       |    | Temps            |
| - | ------------------ | ---------- | -- | ---------------- |
| 1 | RadioShack-Leopard | Luxembourg | en | 95 h 58 min 50 s |
| 2 | Cannondale         | Italie     | +  | 19 min 41 s      |
| 3 | Saxo-Tinkoff       | Danemark   |    | 26 min 22 s      |

### UCI World Tour
Ce Tour de Pologne attribue des points pour l'UCI World Tour 2013, seulement aux coureurs des équipes ayant un label ProTeam.
| Position           | 1er | 2e | 3e | 4e | 5e | 6e | 7e | 8e | 9e | 10e |
| Classement général | 100 | 80 | 70 | 60 | 50 | 40 | 30 | 20 | 10 | 4   |
| Par étape          | 6   | 4  | 2  | 1  | 1  |    |    |    |    |     |

## Évolution des classements
| Étape              | Vainqueur          | Classement général | Classement par points | Classement des sprints | Classement de la montagne | Classement par équipes |
| ------------------ | ------------------ | ------------------ | --------------------- | ---------------------- | ------------------------- | ---------------------- |
| 1                  | Diego Ulissi       | Diego Ulissi       | Diego Ulissi          | Bartosz Huzarski       | Bartosz Huzarski          | RadioShack-Leopard     |
| 2                  | Christophe Riblon  | Rafał Majka        | Rafał Majka           | Bartosz Huzarski       | Thomas Rohregger          | RadioShack-Leopard     |
| 3                  | Thor Hushovd       | Rafał Majka        | Rafał Majka           | Bartosz Huzarski       | Thomas Rohregger          | RadioShack-Leopard     |
| 4                  | Taylor Phinney     | Rafał Majka        | Steele Von Hoff       | Bartosz Huzarski       | Thomas Rohregger          | RadioShack-Leopard     |
| 5                  | Thor Hushovd       | Ion Izagirre       | Thor Hushovd          | Bartosz Huzarski       | Tomasz Marczyński         | RadioShack-Leopard     |
| 6                  | Darwin Atapuma     | Christophe Riblon  | Christophe Riblon     | Bartosz Huzarski       | Tomasz Marczyński         | RadioShack-Leopard     |
| 7                  | Bradley Wiggins    | Pieter Weening     | Rafał Majka           | Bartosz Huzarski       | Tomasz Marczyński         | RadioShack-Leopard     |
| Classements finals | Classements finals | Pieter Weening     | Rafał Majka           | Bartosz Huzarski       | Tomasz Marczyński         | RadioShack-Leopard     |

## Liste des participants
| Astana AST | Astana AST               | Astana AST |
| ---------- | ------------------------ | ---------- |
| Num        | Coureur                  | Pos        |
| 1          | Vincenzo Nibali (ITA)    |            |
| 2          | Valerio Agnoli (ITA)     |            |
| 3          | Andriy Grivko (UKR)      |            |
| 4          | Tanel Kangert (EST)      |            |
| 5          | Paolo Tiralongo (ITA)    |            |
| 6          | Alessandro Vanotti (ITA) | AB-5       |

| Omega Pharma-Quick Step OPQ | Omega Pharma-Quick Step OPQ | Omega Pharma-Quick Step OPQ |
| --------------------------- | --------------------------- | --------------------------- |
| Num                         | Coureur                     | Pos                         |
| 11                          | Gianluca Brambilla (ITA)    |                             |
| 12                          | Kevin De Weert (BEL)        |                             |
| 13                          | Michał Gołaś (POL)          |                             |
| 14                          | Serge Pauwels (BEL)         | AB-5                        |
| 15                          | Zdeněk Štybar (CZE)         |                             |
| 16                          | Kristof Vandewalle (BEL)    |                             |

| Lampre-Merida LAM | Lampre-Merida LAM        | Lampre-Merida LAM |
| ----------------- | ------------------------ | ----------------- |
| Num               | Coureur                  | Pos               |
| 21                | Winner Anacona (COL)     |                   |
| 22                | Przemysław Niemiec (POL) |                   |
| 23                | Michele Scarponi (ITA)   |                   |
| 24                | José Serpa (COL)         |                   |
| 25                | Simone Stortoni (ITA)    | NP-6              |
| 26                | Diego Ulissi (ITA)       |                   |

| Sky SKY | Sky SKY               | Sky SKY |
| ------- | --------------------- | ------- |
| Num     | Coureur               | Pos     |
| 31      | Sergio Henao (COL)    |         |
| 32      | Danny Pate (USA)      |         |
| 33      | Luke Rowe (GBR)       |         |
| 34      | Ben Swift (GBR)       | AB-6    |
| 35      | Rigoberto Urán (COL)  |         |
| 36      | Bradley Wiggins (GBR) |         |

| BMC Racing BMC | BMC Racing BMC         | BMC Racing BMC |
| -------------- | ---------------------- | -------------- |
| Num            | Coureur                | Pos            |
| 41             | Mathias Frank (SUI)    |                |
| 42             | Thor Hushovd (NOR)     |                |
| 43             | Dominik Nerz (GER)     |                |
| 44             | Taylor Phinney (USA)   |                |
| 45             | Marco Pinotti (ITA)    |                |
| 46             | Ivan Santaromita (ITA) |                |

| Saxo-Tinkoff TST | Saxo-Tinkoff TST           | Saxo-Tinkoff TST |
| ---------------- | -------------------------- | ---------------- |
| Num              | Coureur                    | Pos              |
| 51               | Bruno Pires (POR)          | AB-6             |
| 52               | Chris Anker Sørensen (DEN) |                  |
| 53               | Nicki Sørensen (DEN)       | AB-6             |
| 54               | Oliver Zaugg (SUI)         |                  |
| 55               | Rafał Majka (POL)          |                  |
| 56               | Timothy Duggan (USA)       |                  |

| Cannondale CAN | Cannondale CAN           | Cannondale CAN |
| -------------- | ------------------------ | -------------- |
| Num            | Coureur                  | Pos            |
| 61             | Ivan Basso (ITA)         |                |
| 62             | Maciej Bodnar (POL)      |                |
| 63             | Maciej Paterski (POL)    |                |
| 64             | Daniele Ratto (ITA)      |                |
| 65             | Cayetano Sarmiento (COL) |                |
| 66             | Cameron Wurf (AUS)       |                |

| Katusha KAT | Katusha KAT              | Katusha KAT |
| ----------- | ------------------------ | ----------- |
| Num         | Coureur                  | Pos         |
| 71          | Maxim Belkov (RUS)       | AB-6        |
| 72          | Sergey Chernetskiy (RUS) |             |
| 73          | Vladimir Gusev (RUS)     |             |
| 74          | Petr Ignatenko (RUS)     |             |
| 75          | Ángel Vicioso (ESP)      | AB-6        |
| 76          | Simon Špilak (SLO)       | AB-6        |

| RadioShack-Leopard RLT | RadioShack-Leopard RLT   | RadioShack-Leopard RLT |
| ---------------------- | ------------------------ | ---------------------- |
| Num                    | Coureur                  | Pos                    |
| 81                     | Fabian Cancellara (SUI)  |                        |
| 82                     | Ben Hermans (BEL)        |                        |
| 83                     | Robert Kišerlovski (CRO) |                        |
| 84                     | Yaroslav Popovych (UKR)  |                        |
| 85                     | Thomas Rohregger (AUT)   |                        |
| 86                     | Jesse Sergent (NZL)      |                        |

| Belkin BEL | Belkin BEL              | Belkin BEL |
| ---------- | ----------------------- | ---------- |
| Num        | Coureur                 | Pos        |
| 91         | Stef Clement (NED)      |            |
| 92         | Steven Kruijswijk (NED) |            |
| 93         | Mark Renshaw (AUS)      | AB-6       |
| 94         | Luis León Sánchez (ESP) |            |
| 95         | David Tanner (AUS)      |            |
| 96         | Robert Wagner (GER)     |            |

| Garmin-Sharp GRS | Garmin-Sharp GRS        | Garmin-Sharp GRS |
| ---------------- | ----------------------- | ---------------- |
| Num              | Coureur                 | Pos              |
| 101              | Thomas Dekker (NED)     |                  |
| 102              | Nathan Haas (AUS)       | AB-6             |
| 103              | Alex Howes (USA)        |                  |
| 104              | Jacob Rathe (USA)       |                  |
| 105              | Johan Vansummeren (BEL) |                  |
| 106              | Steele Von Hoff (AUS)   |                  |

| Movistar MOV | Movistar MOV            | Movistar MOV |
| ------------ | ----------------------- | ------------ |
| Num          | Coureur                 | Pos          |
| 111          | Eros Capecchi (ITA)     |              |
| 112          | Francisco Ventoso (ESP) | AB-6         |
| 113          | Ángel Madrazo (ESP)     |              |
| 114          | Javier Moreno (ESP)     |              |
| 115          | Sylwester Szmyd (POL)   |              |
| 116          | Giovanni Visconti (ITA) |              |

| Euskaltel Euskadi EUS | Euskaltel Euskadi EUS | Euskaltel Euskadi EUS |
| --------------------- | --------------------- | --------------------- |
| Num                   | Coureur               | Pos                   |
| 121                   | Garikoitz Bravo (ESP) |                       |
| 122                   | Ion Izagirre (ESP)    |                       |
| 123                   | Ricardo Mestre (POR)  |                       |
| 124                   | Miguel Mínguez (ESP)  |                       |
| 125                   | Adrián Sáez (ESP)     |                       |
| 126                   | Robert Vrečer (SLO)   | AB-6                  |

| Orica-GreenEDGE OGE | Orica-GreenEDGE OGE   | Orica-GreenEDGE OGE |
| ------------------- | --------------------- | ------------------- |
| Num                 | Coureur               | Pos                 |
| 131                 | Jens Mouris (NED)     | AB-5                |
| 132                 | Mitchell Docker (AUS) |                     |
| 133                 | Luke Durbridge (AUS)  | AB-2                |
| 134                 | Leigh Howard (AUS)    |                     |
| 135                 | Aidis Kruopis (LTU)   | AB-6                |
| 136                 | Pieter Weening (NED)  |                     |

| Argos-Shimano ARG | Argos-Shimano ARG                 | Argos-Shimano ARG |
| ----------------- | --------------------------------- | ----------------- |
| Num               | Coureur                           | Pos               |
| 141               | Warren Barguil (FRA)              |                   |
| 142               | Reinardt Janse van Rensburg (RSA) |                   |
| 143               | Ji Cheng (CHN)                    |                   |
| 144               | Luka Mezgec (SLO)                 |                   |
| 145               | Thomas Peterson (USA)             |                   |
| 146               | Georg Preidler (AUT)              |                   |

| Vacansoleil-DCM VCD | Vacansoleil-DCM VCD      | Vacansoleil-DCM VCD |
| ------------------- | ------------------------ | ------------------- |
| Num                 | Coureur                  | Pos                 |
| 151                 | Tomasz Marczyński (POL)  |                     |
| 152                 | Grega Bole (SLO)         |                     |
| 153                 | Maurits Lammertink (NED) |                     |
| 154                 | Bert-Jan Lindeman (NED)  |                     |
| 155                 | Mirko Selvaggi (ITA)     | AB-6                |
| 156                 | Rafael Valls (ESP)       | AB-6                |

| Lotto-Belisol LTB | Lotto-Belisol LTB        | Lotto-Belisol LTB |
| ----------------- | ------------------------ | ----------------- |
| Num               | Coureur                  | Pos               |
| 161               | Dirk Bellemakers (NED)   |                   |
| 162               | Francis De Greef (BEL)   |                   |
| 163               | Vicente Reynés (ESP)     |                   |
| 164               | Tosh Van der Sande (BEL) |                   |
| 165               | Dennis Vanendert (BEL)   | AB-6              |
| 166               | Jelle Vanendert (BEL)    |                   |

| AG2R La Mondiale ALM | AG2R La Mondiale ALM     | AG2R La Mondiale ALM |
| -------------------- | ------------------------ | -------------------- |
| Num                  | Coureur                  | Pos                  |
| 171                  | Gediminas Bagdonas (LTU) |                      |
| 172                  | Manuel Belletti (ITA)    | NP-2                 |
| 173                  | Yauheni Hutarovich (BLR) |                      |
| 174                  | Matteo Montaguti (ITA)   |                      |
| 175                  | Domenico Pozzovivo (ITA) |                      |
| 176                  | Christophe Riblon (FRA)  |                      |

| FDJ.fr FDJ | FDJ.fr FDJ               | FDJ.fr FDJ |
| ---------- | ------------------------ | ---------- |
| Num        | Coureur                  | Pos        |
| 181        | Sandy Casar (FRA)        |            |
| 182        | Kenny Elissonde (FRA)    |            |
| 183        | Matthieu Ladagnous (FRA) |            |
| 184        | Arnaud Courteille (FRA)  |            |
| 185        | Cédric Pineau (FRA)      |            |
| 186        | Jussi Veikkanen (FIN)    |            |

| NetApp-Endura TNE | NetApp-Endura TNE         | NetApp-Endura TNE |
| ----------------- | ------------------------- | ----------------- |
| Num               | Coureur                   | Pos               |
| 191               | Cesare Benedetti (ITA)    |                   |
| 192               | Bartosz Huzarski (POL)    |                   |
| 193               | Leopold König (CZE)       |                   |
| 194               | Andreas Schillinger (GER) |                   |
| 195               | Daniel Schorn (AUT)       |                   |
| 196               | Paul Voss (GER)           |                   |

| Colombia COL | Colombia COL            | Colombia COL |
| ------------ | ----------------------- | ------------ |
| Num          | Coureur                 | Pos          |
| 201          | Darwin Atapuma (COL)    |              |
| 202          | Robinson Chalapud (COL) |              |
| 203          | Fabio Duarte (COL)      | AB-6         |
| 204          | Leonardo Duque (COL)    |              |
| 205          | Jeffry Romero (COL)     |              |
| 206          | Carlos Quintero (COL)   | AB-5         |

| CCC Polsat Polkowice CCC | CCC Polsat Polkowice CCC  | CCC Polsat Polkowice CCC |
| ------------------------ | ------------------------- | ------------------------ |
| Num                      | Coureur                   | Pos                      |
| 211                      | Davide Rebellin (ITA)     |                          |
| 212                      | Jacek Morajko (POL)       | DSQ-6                    |
| 213                      | Nikolay Mihaylov (BUL)    |                          |
| 214                      | Bartłomiej Matysiak (POL) |                          |
| 215                      | Mateusz Taciak (POL)      |                          |
| 216                      | Adrian Honkisz (POL)      |                          |

| Équipe nationale de Pologne POL | Équipe nationale de Pologne POL | Équipe nationale de Pologne POL |
| ------------------------------- | ------------------------------- | ------------------------------- |
| Num                             | Coureur                         | Pos                             |
| 221                             | Łukasz Bodnar (POL)             |                                 |
| 222                             | Paweł Cieślik (POL)             |                                 |
| 223                             | Karol Domagalski (POL)          |                                 |
| 224                             | Kamil Gradek (POL)              |                                 |
| 225                             | Adam Stachowiak (POL)           | AB-2                            |
| 226                             | Paweł Franczak (POL)            |                                 |